# Italo-sud-africain
Italo-sud-africain est une appellation qui désigne génériquement des Sud-Africains blancs issus de l'immigration italienne du XIXe au XXIe siècle. 

## Démographie
Les statistiques estiment qu'il y aurait environ 4,6 millions de blancs sud-africains.  Les italo-sud-africains constituent un sous-groupe, non officiel, de la catégorie des Blancs sud-africains lequel est constitué principalement par des Afrikaners et des anglo-sud-africains.

## Historique

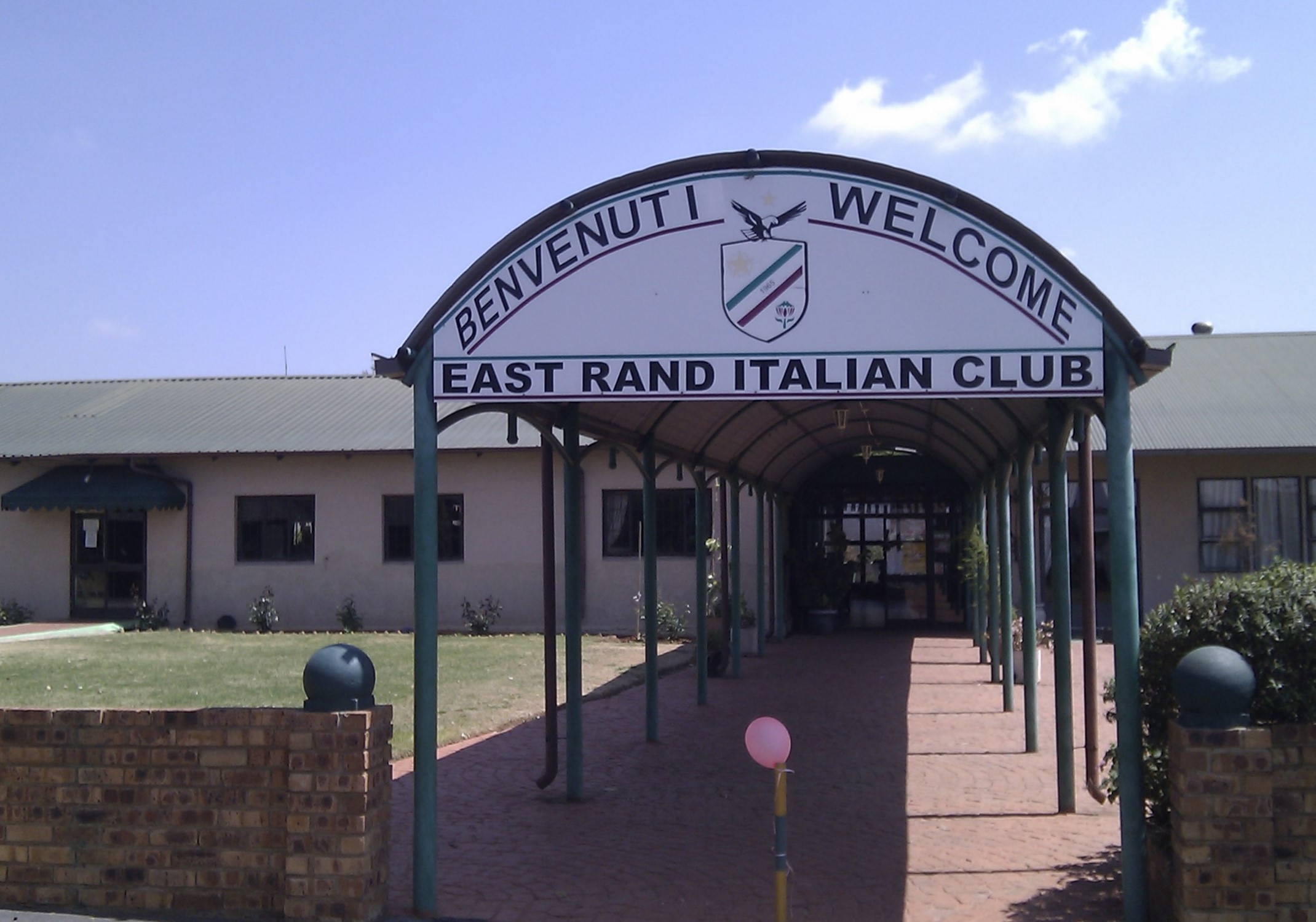
Club italien de East Rand, à Boksburg en Afrique du Sud.

L'émigration italienne en Afrique du Sud a été numériquement faible jusqu'à la fin du XIXe siècle.
Les premiers émigrés italiens en Afrique du Sud, plus précisément dans la colonie du Cap, sont des Huguenots du Piémont qui ont transité par les Pays-Bas. À la suite des persécutions religieuses menées par la maison de Savoie dans les années 1685, ces Huguenots avaient rejoint les Pays-Bas où ils se virent offrir, par la compagnie néerlandaise des indes orientales, la possibilité d'émigrer au Cap pour renforcer le peuplement de la colonie. Quelques centaines d'Italiens débarquèrent alors au Cap en 1688 et 1689, en même temps que les Huguenots français plus nombreux. Rapidement, ces Italiens et les Français s'assimilèrent à la population blanche néerlandophone et leurs spécificités linguistiques et culturelles disparurent.
Au cours du XVIIIe siècle, des Italiens se rendent en Afrique du Sud, que ce soit à titre temporaire ou pour s'y installer définitivement. Ce sont principalement des missionnaires et des commerçants.
L'occupation britannique de la colonie du Cap à la fin du XVIIIe siècle, puis son annexion par celle-ci, suscite un nouvel intérêt italien parmi les candidats à l'émigration, notamment en raison de la plus grande tolérance religieuse pratiquée par la Grande-Bretagne que ne le faisaient les Néerlandais.
Durant le XIXe siècle, des Italiens participent au développement de l'Afrique du Sud, que ce soit avec les Britanniques du Cap qu'avec les chefferies Boers ou des tribus africaines. Certains sont commerçants, d'autres sont des travailleurs manuels qui fournissent souvent une main-d'œuvre qualifiée ou spécialisée. Beaucoup ne sont aussi que de passage et retournent dans leur pays.
Les découvertes minérales et aurifères à Kimberley dans les années 1870 puis dans le Witwatersrand dans les années 1880 marquent les véritables débuts d'une importante émigration d'Italiens en Afrique du Sud et d'une installation définitive dans les pays et colonies de ce territoire. S'il est dénombré 230 Italiens établis à Kimberley en 1888 et environ 3 000 Italiens en 1895 dans toute la région aurifère du Witwatersrand, il n'y a pas cependant de statistiques et de chiffres fiables sur la présence italienne dans toute l'Afrique du Sud à la fin du XIXe siècle.
Durant la seconde guerre des Boers (1899-1902), le cœur des Italiens penche majoritairement vers les Boers, en particulier dans le Witwatersrand. Des volontaires arrivent même d'Italie pour rejoindre les Kommandos boers, notamment la Légion volontaire italienne de Camillo Ricchiardi. On compte une centaine de volontaires italiens du côté des Boers et s'ils sont moins nombreux du côté britannique, il s'y illustre Peppino Garibaldi, le neveu de Giuseppe Garibaldi. Quand Pretoria et Johannesburg tombent aux mains des Britanniques, plusieurs Italiens du Witwatersrand participent à une tentative d'insurrection mais le complot est éventé. Plus de 100 Italiens sont arrêtés et 159 personnes et leurs familles déportées en Italie. Après la fin de la guerre, le nombre de résidents italiens dans le Witwatersrand n'est plus que 1 200 personnes. En dépit d'une forte demande, les Britanniques  victorieux contingentent le déplacement des Italiens vers la nouvelle colonie du Transvaal à huit personnes par mois (la restriction britannique ne concernant pas le reste de l'Afrique du Sud). Alors que l'Afrique du Sud connait un très grand intérêt des candidats italiens à l'émigration, le gouvernement italien émet cependant des réserves et, estimant que les conditions de travail, notamment dans les mines, étaient inadéquates, entreprend de décourager avec succès l'émigration des Italiens vers l'Afrique du Sud. 
L'internement en Afrique du Sud d'un grand nombre de prisonniers de guerre italiens durant la Seconde Guerre mondiale, dont beaucoup demeurent ensuite dans le pays, est l'une des dernières périodes notables d'immigration italienne, permettant d'augmenter le nombre de ressortissants sud-africains d'origine italienne.
En 1947, sur les 28 839 émigrants entrés en Afrique du Sud, 945 sont italiens. L'année suivante, le parti national, qui arrive au pouvoir, restreint la politique d'immigration afin de mettre la priorité sur le recrutement des petits blancs locaux, provoquant in fine une pénurie de main-d'œuvre qualifiée.
Dans les années 50 et 60, en dépit des restrictions à l'immigration, des nombreux investisseurs et entrepreneurs étrangers, notamment italiens, arrivent en Afrique du Sud, fondent leurs entreprises, ouvrent des succursales de grandes entreprises italiennes (comme Fiat, Olivetti, Iveco) ou développent des partenariats commerciaux entre l'Italie et l'Afrique du Sud. Le pays est alors en pleine application de sa politique d'apartheid. À partir des années 1980, du fait notamment des campagnes internationales de boycotts contre l'apartheid, plusieurs entreprises italiennes se retirent d'Afrique du Sud, provoquant un refroidissement des relations entre les deux pays, au grand mécontentement d'une partie importante de la communauté italienne ou d'origine italienne, très majoritairement alignée sur la politique de leurs pays de résidence. 
En 1993, l'Afrique du Sud recense environ 4 000 Italiens expatriés enregistrés alors que le nombre de Sud-africains d'origine italienne est estimé à 70 000 personnes.

## Sud-africains d'origine italienne

### Sport
- Oscar Pistorius (via sa lignée maternelle)
- Carlo Del Fava
- Davide Somma
- Ramon di Clemente
- Rory Sabbatini
- Orazio Cremona
- Giulio Zorzi
- Angelo Gigli
- Dario Chistolini
- Eddie Firmani
- Marcello Fiasconaro
- Mike Bernardo

### Radio & TV
- Debora Patta

### Politique
- Elizabeth Maria Molteno
- John Charles Molteno

## Ouvrages
- Adolfo Giuseppe Bini, Italiani in Sud Africa, Milan, Scuole Arti Grafiche Artigianelli, 1957
- Mario Lupini, Camillo Ricchiardi, Italian Boer War Hero, Melville, RSA, Scripta Africana, 1988
- Gabriele Sani, History of the Italians in South Africa, 1489-1989 (Storia degli italiani in Sud Africa, 1489-1989, Trans. Lorenza et Rosella Colombo, 1989), ed. Zonderwater Block, Edenvale, 1992.
- Maria Clotilde Giuliani-Balestrino Gli Italiani nel Sud Africa, Naples, Geocart Edit, 1995
- Cecilia Kruger, The Zonderwater Italian prisoners of War 1941-1947: Fifty Years Down the Line», S.A. Journal of Cultural history / S.A Tydskrif vir kultuurgeskiedenis 10 (2), Novembre 1996, p 88-104.